# Паљијароца (Рим)
Паљијароца је насеље у Италији у округу Рим, региону Лацио.
Према процени из 2011. у насељу је живело 37 становника. Насеље се налази на надморској висини од 306 м.